# Alvin Ward Gouldner
Alvin Ward Gouldner, född 29 juli 1920, död 15 december 1980, var en amerikansk sociolog. Han var författare till The Coming Crisis of Western Sociology. Gouldner var professor vid Washington University in St. Louis och Universiteit van Amsterdam.

## Betydande verk
- 1954 – Patterns of Industrial Bureaucracy
- 1954 – Wildcat Strike: A Study in Worker-Management Relationships
- 1964 – Anti-Minotaur: The Myth of Value-Free Sociology
- 1967 – Enter Plato
- 1970 – The Coming Crisis of Western Sociology
- 1976 – The Dialectic of Ideology and Technology
- 1979 – The Future of Intellectuals and the Rise of the New Class
- 1980 – The Two Marxisms
- 1984 – Against Fragmentation